# Hélène Cixous
Hélène Cixous (Francia: [elɛn siksu]) Orán, 1937. június 5. –) egyetemi tanár, feminista író, költő, drámaíró, filozófus, irodalomelmélet- és retorikakutató. Számos angliai és amerikai egyetem tiszteletbeli diplomával jutalmazta munkásságát. 2008 és 2014 júniusa között a Cornell University tanáraként dolgozott.

## Munkássága
Számos műve jelent meg, többek között huszonhárom verseskötet, hat esszékötet, öt darab, és rengeteg tanulmány. Voiles című kötetét Jacques Derridával írta, és munkásságát gyakran sorolják a dekonstruktivizmus iskolájához. Cixous később Portrait de Jacques Derrida en jeune saint juif címmel jelentetett meg könyvet Derridáról
Derridán és Joyce-on kívül írt még monográfiát Clarice Lispector brazil íróról, Maurice Blanchot-ról, Franz Kafkáról, Heinrich von Kleistről, Michel de Montaigne-ről, Ingeborg Bachmannról, Thomas Bernhardról és Marina Cvetajeva orosz költőről.
Luce Irigaray and Julia Kristeva mellett Cixous-t tekintik a posztstrukturalista feminizmus egyik alapítójának. Az 1970-es években, Cixous elkezdett foglalkozni a szexualitás és a nyelv kapcsolatával. Hasonlóan más posztstrukturalista feministákhoz, Cixous is úgy véli, hogy szexualitásunk összefüggésben van azzal, ahogyan a társadalomban kommunikálunk. 1975-ben jelent meg legnagyobb hatású műve, A medúza nevetése (Le rire de la méduse), amely 1976-ban angolul is megjelent.

## Fontosabb művei

### A medúza nevetése(1975)
A Kádár Krisztina fordításában megjelent szövegben Cixous egy afféle ultimátumot szegez női olvasóinak: vagy elolvassák, és úgy döntenek, hogy továbbra is testük rabjai maradnak egy olyan nyelvvel, amely nem engedi, hogy kifejezzék magukat; vagy megtanulnak a testükkel kommunikálni.
Az irodalmi utalásokkal átszőtt tanulmány egy új, női írásmódra buzdít. A gyakran idézett "női írás" (écriture féminine) és a "fehér tinta" kifejezések erre az új írásmódra vonatkoznak. Ezzel a logocentrizmus és a fallogocentrizmus kritikáját fejti ki, hasonlóan Jacques Derrida korai munkáihoz. Az esszé a queerelmélet előfutáraként felhívja a figyelmet az univerzális biszexualitásra vagy Freud kifejezésével élve a polimorf perverzitásra, és határozottan elutasítja az akkori angolszász feminizmus esszencializmusát.

## Művei

### Szépirodalom
- Le Prénom de Dieu, Grasset, 1967
- Dedans, Grasset, 1969
- Le Troisième Corps, Grasset, 1970
- Les Commencements, Grasset, 1970
- Egy igazi kert, Magánkiadás, 2007. Ford: Bánföldi Tibor (Un vrai jardin, L'Herne, 1971)
- Neutre, Grasset, 1972
- Tombe, Le Seuil, 1973
- Portrait du Soleil, Denoël, 1973
- Révolutions pour plus d'un Faust, Le Seuil, 1975
- Souffles, Des femmes, 1975
- La, Gallimard, 1976
- Partie, Des femmes, 1976
- Angst, Des femmes, 1977
- Préparatifs de noces au-delà de l'abîme, Des femmes, 1978
- Vivre l'orange, Des femmes, 1979
- Ananké, Des femmes, 1979
- Illa, Des femmes, 1980
- With ou l'Art de l'innocence, Des femmes, 1981
- Limonade tout était si infini, Des femmes, 1982
- Le Livre de Promethea, Gallimard, 1983
- La Bataille d'Arcachon, Laval, Québec, 1986
- Manne, Des femmes, 1988
- Jours de l'an, Des femmes, 1990
- L'Ange au secret, Des femmes, 1991
- Déluge, Des femmes, 1992
- Beethoven à jamais, ou l'éxistence de Dieu, Des femmes, 1993
- La Fiancée juive, Des femmes, 1997
- OR. Les lettres de mon père, Des femmes, 1997
- Voiles (with Jacques Derrida), Galilée, 1998
- Osnabrück, Des femmes, 1999
- Les Rêveries de la femme sauvage. Scènes primitives, Galilée, 2000
- Le Jour où je n'étais pas là, Galilée, 2000
- Benjamin à Montaigne. Il ne faut pas le dire, Galilée, 2001
- Manhattan. Lettres de la préhistoire, Galilée, 2002
- Rêve je te dis, Galilée, 2003
- L'Amour du loup et autres remords, Galilée, 2003
- Tours promises, Galilée, 2004
- L'amour même dans la boîte aux lettres, Galilée, 2005
- Hyperrêve, Galilée, 2006
- Si près, Galilée, 2007
- Cigüe : vieilles femmes en fleurs, Galilée, 2008
- Philippines : prédelles, Galilée, 2009
- Ève s'évade : la ruine et la vie, Galilée, 2009
- Double Oubli de l'Orang-Outang, Galilée, 2010

### Színház
- La Pupulle, Cahiers Renaud-Barrault, Gallimard, 1971
- Portrait de Dora, Des femmes, 1976
- Le Nom d'Oedipe. Chant du corps interdit, Des femmes, 1978
- La Prise de l'école de Madhubaï, Avant-scène du Théâtre, 1984
- L'Histoire terrible mais inachevée de Norodom Sihanouk, roi du Cambodge, Théâtre du Soleil, 1985
- Théâtre, Des femmes, 1986
- L'Indiade, ou l'Inde de leurs rêves, Théâtre du Soleil, 1987
- On ne part pas, on ne revient pas, Des femmes, 1991
- Les Euménides d'Eschyle (traduction), Théâtre du Soleil, 1992
- L'Histoire (qu'on ne connaîtra jamais), Des femmes, 1994
- "Voile Noire Voile Blanche / Black Sail White Sail", bilingual, trad. Catherine A.F. MacGillivray, New Literary History 25, 2 (Spring), Minnesota University Press, 1994
- La Ville parjure ou le Réveil des Érinyes, Théâtre du Soleil, 1994
- Jokasta, libretto to the opera of Ruth Schönthal, 1997
- Tambours sur la digue, Théâtre du Soleil, 1999
- Rouen, la Trentième Nuit de Mai '31, Galilée, 2001
- Le Dernier Caravansérail, Théâtre du Soleil, 2003
- Les Naufragés du Fol Espoir, Théâtre du Soleil, 2010

### Esszék
- L'Exil de James Joyce ou l'Art du remplacement (doctoral thesis), Grasset, 1969
- Prénoms de personne, Le Seuil, 1974
- A medúza nevetése (Le rire de la méduse), 1975
- L'exil de James Joyce ou l'Art du remplacement, New York: David Lewis, 1980
- Un K. Incompréhensible : Pierre Goldman, Christian Bourgois, 1975
- La Jeune Née, with Catherine Clément, 10/18, 1975
- La Venue à l'écriture, with Madeleine Gagnon and Annie Leclerc, 10/18, 1977
- Entre l'écriture, Des femmes, 1986
- L'Heure de Clarice Lispector, Des femmes, 1989
- Photos de racines, with Mireille Calle-Gruber, Des femmes, 1994
- Portrait de Jacques Derrida en Jeune Saint Juif, Galilée, 2001
- Rencontre terrestre, with Frédéric-Yves Jeannet, Galilée, 2005
- Hantai Simon köténye – Anagrammák, Kijárat Kiadó, 2010. Ford: Házas Nikoletta, Orbán Jolán (Le Tablier de Simon Hantaï, 2005)
- Insister. À Jacques Derrida, Galilée, 2006
- Le Voisin de zéro : Sam Beckett, Galilée, 2007

## Magyarul
- Hantai Simon Köténye. Anagrammák. H. C. és H. S. levelei; ford. Házas Nikoletta, Orbán Jolán; Kijárat, Bp., 2010

## Fordítás
- Ez a szócikk részben vagy egészben  a   Hélène Cixous című angol Wikipédia-szócikk ezen változatának fordításán alapul.  Az eredeti cikk szerkesztőit annak laptörténete sorolja fel. Ez a jelzés csupán a megfogalmazás eredetét és a szerzői jogokat jelzi, nem szolgál a cikkben szereplő információk forrásmegjelöléseként.